# Madonna Wayne Gacy
Madonna Wayne Gacy, pseudonimo di Stephen Gregory Bier Jr. (Fort Lauderdale, 6 marzo 1964), è un tastierista statunitense, ed è stato tastierista e campionatore dei Marilyn Manson.
È conosciuto meglio con il soprannome di Pogo, il suo nome d'arte è frutto di un mix tra quello della cantante pop statunitense Madonna e John Wayne Gacy, un serial killer. Ha avuto un'infanzia difficile segnata da sindrome da deficit di attenzione e iperattività che la madre, maestra di scuola elementare, si è sempre rifiutata di curare con i farmaci.

## Carriera musicale
Ha fatto parte dei Marilyn Manson dal 1990 fino al 2005. Il primo incontro con Brian Warner (Marilyn Manson) avviene in un bar, Brian rimane colpito dal look eccentrico e dai modi bizzarri del suo futuro compagno di band.  I due ragazzi iniziano a discutere di comuni gusti musicali e Brian gli confida di voler dar vita ad una band. Stephen rivela di essere capace di suonare la batteria, ma avere un batterista non rientra nei primi progetti di Warner, poiché la sua intenzione è quella di utilizzare una drum machine.
Per questo motivo inizialmente Stephen non trova posto nella band e gli viene preferito Perry Pandrea (Zsa Zsa Speck) tastierista già esperto, ma cacciato dopo appena quattro concerti.  "Pogo" , una volta entrato stabilmente nella line-up, riesce a portare una nuova immagine e delle nuove sonorità nel gruppo, che con il tempo diventeranno inconfondibili. Stephen, come il padre consegue una laurea in Ingegneria Industriale presso l'Università della Florida e lavora alcuni mesi presso la sede centrale dell'azienda IBM, come ingegnere informatico, ma dopo aver fatto domanda di impiego anche alla NASA, capisce che un lavoro da ingegnere non è quello che desidera dalla vita e decide di seguire a tempo pieno il progetto Marilyn Manson and the Spooky Kids, ormai in piena ascesa grazie all'arrivo di Trent Reznor dei Nine Inch Nails come produttore.
Diventa presto un vero personaggio: si fa costruire la Pogo's PlayHouse, una sorta di gabbia dei divertimenti presente ad ogni live. Musicista totalmente autodidatta, suona anche il sassofono, l'organo e altri particolari strumenti come il theremin, il mellotron e la calliope. Stephen ha inoltre portato nella band l'interesse per la cabala ebraica e la numerologia, elementi fortemente presenti negli album Antichrist Superstar e Holy Wood (In the Shadow of the Valley of Death). La canzone Cryptorchid contenuta nell'album Antichrist Superstar è l'unica, in tutta la produzione della band, ad essere stata interamente scritta da Pogo, inoltre nella canzone Empty Sounds of Hate contenuta sempre nello stesso album è possibile ascoltare alcuni suoi campionamenti e a tratti la sua voce.

## Causa legale contro Marilyn Manson
Dopo 17 anni di attività nel gruppo dei Marilyn Manson, Pogo nel 2007 muove una causa da 20 milioni di dollari contro l'ex amico Brian Warner, accusandolo di aver sperperato il denaro del fondo comune del gruppo, accumulato attraverso anni e anni di live e vendite dei cd, per comprare un palazzo, un anello di fidanzamento per Dita von Teese dal valore di centinaia di migliaia di dollari, diversi ordini di sostanze stupefacenti (in particolare cocaina), e reperti nazisti (fra i quali una borsetta appartenuta a Eva Braun e donata alla moglie Dita). Brian rispose alla causa di Bier rivelando che negli ultimi anni nella band, Pogo era diventato "pigro" e molte volte si era rifiutato di suonare in sala e comporre nuova musica per il gruppo. La causa si è risolta in favore di Warner, ma Stephen riuscì comunque a ottenere un risarcimento di 380 000 dollari, 175 000 dei quali versati direttamente da Warner, e il resto dal suo ex manager.
Nel 2010 è tornato in attività e fa attualmente parte di una band chiamata MMII, di cui è fondatore. Collabora inoltre con il fratello minore Billy, anch'egli musicista, nel suo progetto musicale SickWilly.

## Vita privata
Le sue origini sono austriache e irlandesi e parla anche il tedesco. Di padre ebreo e madre cattolica, si è professato ateo per diversi anni, ma di recente si è riavvicinato alle due religioni seguite dai genitori; nutre inoltre un grande interesse per il Buddismo. Politicamente, è un sostenitore della dottrina marxista leninista e delle società multiculturali, e si definisce un "socialista democratico".  Adora il Giappone e la sua cultura, in particolare la città di Osaka, mentre tra le città europee le sue preferite sono Milano, Amsterdam e Bruxelles. Detesta il file sharing e la pirateria musicale, i bootleggers e internet. Ha una vera passione per i film di guerra, uno dei suoi preferiti è Full Metal Jacket di Stanley Kubrick. Molto geloso della sua privacy, l'unica relazione sentimentale pubblica è stata con la cantante/regista di origine creola Seraphim Ward, conclusa nel 2012. Dopo la fine della causa legale contro Manson, ha interrotto i rapporti con gli ex membri della band, sebbene abbia dichiarato di provare ancora amicizia e stima per il batterista Ginger Fish (ora componente della band di Rob Zombie) e per Tim Sköld.

## Discografia

### Album in studio
- 1994 – Portrait of an American Family
- 1996 – Antichrist Superstar
- 1998 – Mechanical Animals
- 2000 – Holy Wood (In the Shadow of the Valley of Death)
- 2003 – The Golden Age of Grotesque

### EP
- 1995 – Smells Like Children
- 1997 – Remix & Repent

### Album dal vivo
- 1999 – The Last Tour on Earth

### Raccolte
- 2004 – Lest We Forget